# Côté cœur, côté jardin
Côté cœur, côté jardin est un film français réalisé par Bertrand Van Effenterre, sorti en 1984.

## Fiche technique
- Titre : Côté cœur, côté jardin
- Réalisation : Bertrand Van Effenterre
- Scénario : Pierre-Alain Maubert et Bertrand Van Effenterre
- Photographie : Pierre-Laurent Chenieux
- Montage : Joële van Effenterre
- Musique : Serge Franklin
- Son : Pierre Gamet, Gérard Lamps
- Société de production : Mallia Films
- Pays d'origine :  France
- Durée : 90 minutes
- Date de sortie : France, 24 octobre 1984

## Distribution
- Bérangère Bonvoisin : Anne
- Julie Jézéquel : Claude
- Jean-François Stévenin : François
- Jean-Jacques Biraud : Jean
- Robin Renucci : Bernard
- Frédéric Duru : l'ami de Jean
- Annie Kerani : la femme de Jean
- Séverine Olivier-Lacamp : la patronne de Claude